# A181 (Росія)
Автомагістраль A181  або Автомагістраль «Скандинавія» (Е18) довжиною 160 км з'єднує Санкт-Петербург з Виборгом і далі з кордоном з Фінляндією.
А181 є частиною європейського маршруту , а також фактичним продовженням федеральної , разом із якою входить до складу азійського маршруту . До 31 грудня 2017 також міг застосовуватися старий обліковий номер М10.

## Маршрут
0 км — Санкт-Петербург
18 км — Сестрорецьк
39 км — Зеленогорськ
49 км — Первомайське
83 км — Красносельське
127 км — Виборг
160 км — Кордон з Фінляндією, автошлях 7